# Sarax yayukae
Espèce
Sarax yayukae est une espèce d'amblypyges de la famille des Charinidae.

## Distribution
Cette espèce est endémique de Bornéo. Elle se rencontre en Indonésie au Kalimantan central et au Kalimantan occidental et en Malaisie au Sabah et au Sarawak,.

## Description
Les mâles mesurent de 9,80 à 10,60 mm et les femelles de 8,80 à 11,80 mm.
La carapace des mâles décrits par Miranda, Giupponi, Prendini et Scharff en 2021 mesure 3,25 mm de long sur 4,69 et 3,44 mm de long sur 4,81 et celle de la femelle 3,44 mm de long sur 4,75.

## Étymologie
Cette espèce est nommée en l'honneur de Yayuk Rahayuningsih Suhardjono.

## Publication originale
- Rahmadi, Harvey & Kojima, 2010 : « Whip spiders of the genus Sarax Simon 1892 (Amblypygi: Charinidae) from Borneo Island. » Zootaxa, no 2612, p. 1-21.